# Świdnik (Limanowa)
Pour les articles homonymes, voir Świdnik (homonymie).
Świdnik est une localité polonaise de la gmina de Łukowica, située dans le powiat de Limanowa en voïvodie de Petite-Pologne.